# Canoë-kayak aux Jeux olympiques d'été de 1952
Navigation
Londres 1948 Melbourne 1956
Résultats des épreuves de Canoë-kayak aux Jeux olympiques d'été de 1952 à Helsinki.

## Tableau des médailles pour le canoë-kayak
| Rang | Nation           | Or | Argent | Bronze | Total |
| ---- | ---------------- | -- | ------ | ------ | ----- |
| 1    | Finlande         | 4  | 1      | 1      | 6     |
| 2    | Suède            | 1  | 3      | 0      | 4     |
| 3    | Tchécoslovaquie  | 1  | 1      | 1      | 3     |
| 4    | France           | 1  | 0      | 1      | 2     |
| 5    | Danemark         | 1  | 0      | 0      | 1     |
| 5    | États-Unis       | 1  | 0      | 0      | 1     |
| 7    | Hongrie          | 0  | 2      | 1      | 3     |
| 8    | Autriche         | 0  | 1      | 1      | 2     |
| 9    | Canada           | 0  | 1      | 0      | 1     |
| 10   | Allemagne        | 0  | 0      | 3      | 3     |
| 11   | Union soviétique | 0  | 0      | 1      | 1     |

## Course en ligne

### 1 000 mètrescanoë monoplace hommes
| Médaille           | Nom            | Pays            |
| ------------------ | -------------- | --------------- |
| Médaille d'or      | Josef Holecek  | Tchécoslovaquie |
| Médaille d'argent  | János Parti    | Hongrie         |
| Médaille de bronze | Olavi Ojanperä | Finlande        |

### 10 000 mètrescanoë monoplace hommes
| Médaille           | Nom           | Pays            |
| ------------------ | ------------- | --------------- |
| Médaille d'or      | Frank Havens  | États-Unis      |
| Médaille d'argent  | Gábor Novák   | Hongrie         |
| Médaille de bronze | Alfréd Jindra | Tchécoslovaquie |

### 1 000 mètrescanoë biplace hommes
| Médaille           | Nom                            | Pays            |
| ------------------ | ------------------------------ | --------------- |
| Médaille d'or      | Peder Rasch Finn Haunstoft     | Danemark        |
| Médaille d'argent  | Jan Brzák-Felix Bohumil Kudrna | Tchécoslovaquie |
| Médaille de bronze | Egon Drews Wilfried Soltau     | Allemagne       |

### 10 000 mètrescanoë biplace hommes
| Médaille           | Nom                         | Pays      |
| ------------------ | --------------------------- | --------- |
| Médaille d'or      | Georges Turlier Jean Laudet | France    |
| Médaille d'argent  | Kenneth Lane Donald Hawgood | Canada    |
| Médaille de bronze | Egon Drews Wilfried Soltau  | Allemagne |

### 1 000 mètreskayak monoplace hommes
| Médaille           | Nom                | Pays     |
| ------------------ | ------------------ | -------- |
| Médaille d'or      | Gert Fredriksson   | Suède    |
| Médaille d'argent  | Thorvald Strömberg | Finlande |
| Médaille de bronze | Louis Gantois      | France   |

### 10 000 mètreskayak monoplace hommes
| Médaille           | Noms               | Pays      |
| ------------------ | ------------------ | --------- |
| Médaille d'or      | Thorvald Strömberg | Finlande  |
| Médaille d'argent  | Gert Fredriksson   | Suède     |
| Médaille de bronze | Michel Scheuer     | Allemagne |

### 1 000 mètreskayak biplace hommes
| Médaille           | Noms                               | Pays     |
| ------------------ | ---------------------------------- | -------- |
| Médaille d'or      | Kurt Wires Yrjö Hietanen           | Finlande |
| Médaille d'argent  | Lars Glasser Ingemar Hedberg       | Suède    |
| Médaille de bronze | Maximilian Raub Herbert Wiedermann | Autriche |

### 10 000 mètreskayak biplace hommes
| Médaille           | Noms                             | Pays     |
| ------------------ | -------------------------------- | -------- |
| Médaille d'or      | Kurt Wires Yrjö Hietanen         | Finlande |
| Médaille d'argent  | Gunnar Akerlund Hans Wetterström | Suède    |
| Médaille de bronze | Ferenc Varga József Gurovits     | Hongrie  |

### 500 mètreskayak monoplace femmes
| Médaille           | Nom               | Pays             |
| ------------------ | ----------------- | ---------------- |
| Médaille d'or      | Sylvi Saimo       | Finlande         |
| Médaille d'argent  | Gertrude Liebhart | Autriche         |
| Médaille de bronze | Nina Savina       | Union soviétique |